# Sivas Dört Eylül Belediye Spor Kulübü 2012-2013 (pallavolo)
Questa voce raccoglie le informazioni riguardanti il Sivas Dört Eylül Belediye Spor Kulübü nella stagione 2012-2013.

## Organigramma societario
Area direttiva
- Presidente: Ahmet Polat

Area organizzativa
- Team manager: Faruk Berkay

Area tecnica
- Allenatore: Levent Zoroğlu
- Secondo allenatore: Ertuğrul Erdoğan, Savaş Akkaya
- Statistico: Ertuğrul Erdoğan

## Rosa
| N° | Nome                 | Ruolo | Data di nascita  | Nazionalità sportiva |
| -- | -------------------- | ----- | ---------------- | -------------------- |
| 3  | Ersin Durgut         | C     | 4 agosto 1982    | Turchia              |
| 5  | Kert Toobal          | P     | 3 giugno 1979    | Estonia              |
| 6  | Taner Kabakçı        | C     | 28 aprile 1989   | Turchia              |
| 7  | Engin Özbek          | S     | 9 marzo 1982     | Turchia              |
| 8  | Özer Özger           | L     | 1º luglio 1983   | Turchia              |
| 9  | Bulut Kurt           | L     | 28 gennaio 1988  | Turchia              |
| 10 | Anıl Tokat           | O     | 29 aprile 1988   | Turchia              |
| 12 | Marcel Gromadowski   | O     | 19 dicembre 1985 | Polonia              |
| 13 | Cihan Kırıcı         | S     | 21 novembre 1985 | Turchia              |
| 15 | Cansın Hacıbekiroğlu | C     | 12 luglio 1987   | Turchia              |
| 16 | Esat Dalgıç          | S     | 1º gennaio 1988  | Turchia              |
| 17 | Fırat Filiz          | S     | 29 ottobre 1988  | Turchia              |
| 18 | Ali Candan           | S     | 1º gennaio 1990  | Turchia              |